# أليس ماهر
أليس ماهر (بالإنجليزية: Alice Maher) هي رسامة أيرلندية، ولدت في 1956.